# Backtracking

Backtracking arbeitet nach dem Prinzip der Tiefensuche

Der Begriff Rücksetzverfahren oder englisch Backtracking (Rückverfolgung) bezeichnet eine Problemlösungsmethode innerhalb der Algorithmik.

## Allgemeiner Algorithmus
Backtracking geht nach dem Versuch-und-Irrtum-Prinzip (trial and error) vor, das heißt, es wird versucht, eine erreichte Teillösung zu einer Gesamtlösung auszubauen. Wenn absehbar ist, dass eine Teillösung nicht zu einer endgültigen Lösung führen kann, wird der letzte Schritt beziehungsweise werden die letzten Schritte zurückgenommen, und es werden stattdessen alternative Wege probiert. Auf diese Weise ist sichergestellt, dass alle in Frage kommenden Lösungswege ausprobiert werden können (Prinzip des Ariadnefadens). Mit Backtracking-Algorithmen wird eine vorhandene Lösung entweder gefunden (unter Umständen nach sehr langer Laufzeit), oder es kann definitiv ausgesagt werden, dass keine Lösung existiert. Backtracking wird meistens am einfachsten rekursiv implementiert und ist ein prototypischer Anwendungsfall von Rekursion.
```
Funktion FindeLösung (Stufe, Vektor)
  1. wiederhole, solange es noch neue Teil-Lösungsschritte gibt:
     a) wähle einen neuen Teil-Lösungsschritt;
     b) falls Wahl gültig ist:
            I) erweitere Vektor um Wahl;
           II) falls Vektor vollständig ist, return true; // Lösung gefunden!
               sonst:
                     falls (FindeLösung(Stufe+1, Vektor)) return true; // Lösung!
          III) mache Wahl rückgängig; // Sackgasse (Backtracking)!
  2. Da es keinen neuen Teil-Lösungsschritt gibt: return false // Keine Lösung!
```

## Zeitkomplexität
Bei der Tiefensuche werden bei maximal {\displaystyle z} möglichen Verzweigungen von jeder Teillösung aus und einem Lösungsbaum mit maximaler Tiefe von {\displaystyle N} im schlechtesten Fall {\displaystyle 1+z+z^{2}+z^{3}+\dotsb +z^{N}} Knoten erweitert.
Die Tiefensuche und somit auch Backtracking haben im schlechtesten Fall mit {\displaystyle O(z^{N})} und einem Verzweigungsgrad {\displaystyle z>1} eine exponentielle Laufzeit. Je größer die Suchtiefe {\displaystyle n}, desto länger dauert die Suche nach einer Lösung. Daher ist das Backtracking primär für Probleme mit einem kleinen Lösungsbaum geeignet.
Es gibt jedoch Methoden, mit welchen die Zeitkomplexität eines Backtracking-Algorithmus verringert werden kann. Diese sind unter anderem:
- Heuristiken
- Akzeptanz von Näherungslösungen und Fehlertoleranz
- Durchschnittliche Eingabemenge

## Beispiele
Bekannte Probleme, die sich mit Backtracking lösen lassen, sind unter anderem:

Lösung des Damenproblems mit Hilfe von Backtracking

DamenproblemGegeben ist ein Schachbrett mit {\displaystyle n\times n} Feldern (je {\displaystyle n} Spalten und Reihen). Man positioniere nun {\displaystyle N} Damen so, dass sie sich nicht gegenseitig schlagen können. Das Damenproblem gehört zu der Klasse der Constraint-Satisfaction-Probleme.
SpringerproblemGegeben ist ein Schachbrett mit {\displaystyle m\times n} Feldern. Ein Springer kann von einer bestimmten Position aus {\displaystyle N=8} verschiedene Sprünge ausführen, falls diese nicht über den Rand des Brettes hinausführen. Gesucht ist ein Weg, bei dem alle Felder genau einmal besucht werden (Springerweg). Mit Hilfe von Backtracking können alle möglichen Wege systematisch durchprobiert werden. Ein Zug ist dabei gültig, wenn das neue Feld innerhalb des Spielfeldes liegt und noch unbesucht ist. Es gibt jedoch weitaus effizientere Verfahren für die Lösung dieses Problems.
RucksackproblemGegeben ist ein Rucksack mit der Tragfähigkeit {\displaystyle B}. Weiterhin sind {\displaystyle N} Gegenstände mit Werten und Gewichten gegeben. Nun sollen Gegenstände so ausgewählt werden, die in der Summe einen maximalen Wert ergeben, aber deren Gesamtgewicht die Tragfähigkeit des Rucksacks nicht überschreitet.
FärbeproblemGegeben ist eine Landkarte mit {\displaystyle B} Ländern, welche mit {\displaystyle N} verschiedenen Farben eingefärbt werden sollen. Gesucht ist eine Farbkombination, bei welcher alle Länder, die eine gemeinsame Grenze besitzen, unterschiedlich eingefärbt sind.
Solitär-BrettspielZu Beginn stehen 32 Steine (Stifte oder Kugeln) auf einem Brett; davon werden in 31 Zügen je einer entfernt, indem man ihn mit einem anderen Stein überspringt.
SudokuDie Zahlen von 1 bis 9 sollen nach gewissen Regeln in ein {\displaystyle 9\times 9}-Feld (unterteilt in neun {\displaystyle 3\times 3}-Felder) eingetragen werden.
Str8tsDie Zahlen von 1 bis 9 sollen nach gewissen Regeln in ein {\displaystyle 9\times 9}-Feld eingetragen werden. Auch dieser Rätseltyp ist mit Backtracking gut zu lösen.
Wegsuche von A nach B in einem GraphenBacktracking wird auch eingesetzt für die Wegsuche von A nach B in einem Graphen, etwa für die Suche nach Verbindungen in einem Fahrplan oder zum Bestimmen einer Route in einem Routenplaner oder eines Weges durch ein Labyrinth.
Viele dieser Probleme sind NP-vollständig.

## Prolog
Die Programmiersprache Prolog benutzt Backtracking zur Antwort-Generierung. Dabei probiert der Interpreter alle Beweismöglichkeiten der Reihe nach durch. Entscheidungspunkte werden dabei als Choice Point bezeichnet. Der so genannte Cut-Operator ! kann benutzt werden, um Choice-Points zu verwerfen.